# 알릴기

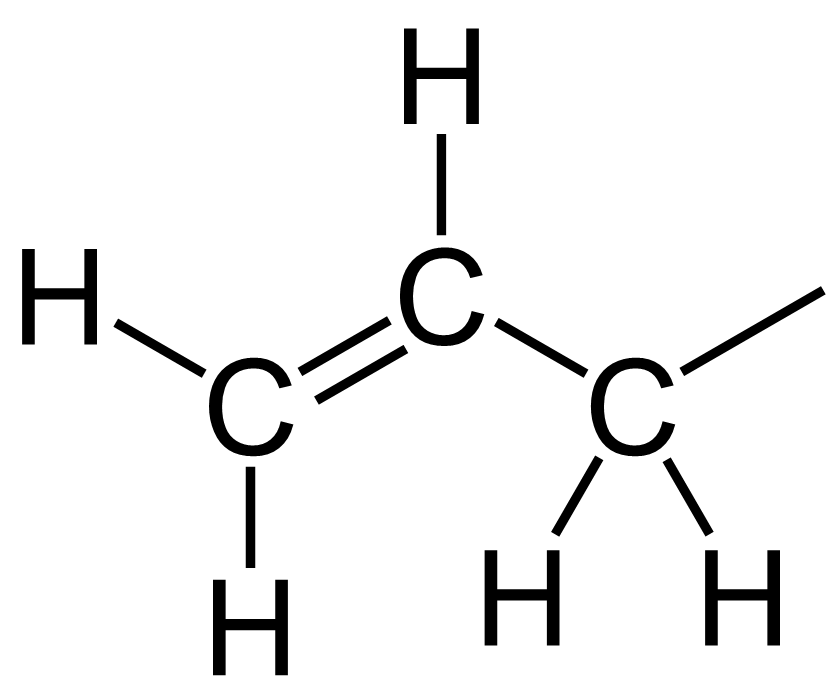
알릴기의 구조

알릴기(영어: allyl group)는 구조식이 H2C=CH−CH2R인 치환기이며, 여기서 R은 분자의 나머지 부분이다. 알릴기는 바이닐기(−CH=CH2)에 부착된 메틸렌 가교(−CH2−)로 구성된다. 알릴기라는 이름은 "마늘"의 라틴어인 "Allium sativum"에서 파생되었다. 1844년에 테오도르 베르트하임은 마늘 기름에서 알릴 유도체를 분리하여 "Schwefelallyl"이라고 명명했다. 알릴이라는 용어는 H2C=CH−CH2와 관련된 많은 화합물에 적용되며, 그 중 일부는 예를 들어 염화 알릴과 같이 실용적이거나 일상적으로 중요하다.

## 같이 보기
- 작용기
- 알켄